# Kappa Chamaeleontis
Kappa Chamaeleontis (κ Chamaeleontis, förkortat Kappa Cha, κ Cha) som är stjärnans Bayerbeteckning, är en ensam stjärna belägen i den norra delen av stjärnbilden Kameleonten. Den har en skenbar magnitud på 5,02 och är svagt synlig för blotta ögat där ljusföroreningar ej förekommer. Baserat på parallaxmätning inom Hipparcosuppdraget på ca 6,8 mas, beräknas den befinna sig på ett avstånd på ca 480 ljusår (ca 146 parsek) från solen.

## Egenskaper
Kappa Chamaeleontis är en orange till röd jättestjärna av spektralklass K4 III. Den har en massa som är ca 40 procent större än solens massa, en radie som är ca 9,4 gånger större än solens och utsänder från dess fotosfär ca 130 gånger mera energi än solen vid en effektiv temperatur på ca 4 400 K.